# Theodrada
Theodrada (784 körül – 9. század közepe) Nagy Károly (742-814) frank királynak és későbbi császárnak és negyedik feleségének, Fastradának első lánya volt. Argenteuil főnővére lett.